# Пиньоне
Пиньоне (итал. Pignone) — коммуна в Италии, располагается в регионе Лигурия, в провинции Ла Специя.
Население составляет 633 человека (2008 г.), плотность населения составляет 40 чел./км². Занимает площадь 16 км². Почтовый индекс — 19020. Телефонный код — 0187.
В коммуне 15 августа особо празднуется Успение Пресвятой Богородицы.

## Демография
Динамика населения:

## Администрация коммуны
- Официальный сайт: http://www.comune.pignone.sp.it/ Архивная копия от 4 сентября 2009 на Wayback Machine